# American Dog Breeders Association
Die American Dog Breeders Association ist ein Verband von Züchtern des American Pit Bull Terriers in den Vereinigten Staaten.
Sie wurde im September 1909 von Guy McCord und Con Feeley, zwei Züchtern des American Pit Bull Terriers, gegründet. Nachdem zunächst nur Mitglieder ihre Hunde dort registrieren lassen konnten, öffnete sie ihr Register nach und nach auch für Nichtmitglieder, die diese Rasse züchteten. Ihr Ziel war die Registrierung von Hunden sowie der Abbau des Images einer ausschließlich für Hundekämpfe gezüchteten Rasse. Ein weiterer Gründer war der Hundezüchter John P. Colby. 1951 übernahm dessen Witwe Florence Colby mit ihrem zweiten Ehemann Frank Ferris die ADBA und führten sie mit dem Zweck der Registrierung von Hunden dieser Rasse weiter. 1976 entwickelte sie einen Zuchtstandard für Hundeausstellungen. Seit 2006 können auch reinrassige Hunde anderer Rassen bei der ADBA registriert werden.
Die ADBA gibt seit 1976 eine Zeitung, die  American Pit Bull Terrier Gazette , heraus und vergibt seit 1999 Stipendien in Höhe von 1000 $ an Studenten, die über Erfahrungen mit der Rasse verfügen. Sie organisiert Hundeschauen und Wettbewerbe im Ziehen von Gewichten.
Der Rassestandard der ADBA dient als Grundlage für die Definition eines Hunde vom Typ Pit Bull Terrier im britischen  Dangerous Dogs Act 1991, dies wurde 1993 durch ein Gerichtsurteil bestätigt, wonach eine weitgehende Ähnlichkeit mit diesem Rassestandard für eine solche Einstufung mit der Folge eines Maulkorbzwanges für den betroffenen Hund ausreicht. Die ADBA fügte ihrem Rassestandard nach dem Gerichtsurteil einen Disclaimer bei, wonach dieser Standard nicht zur Identifikation der Hunderasse gedacht ist.